# アウトルック (カナダのユダヤ系雑誌)
『アウトルック』(Outlook: Canada's Progressive Jewish Magazine) は、かつてカナダのブリティッシュコロンビア州バンクーバーを拠点に、年6回刊行されていた、独立系で世俗的内容のユダヤ系の定期刊行物。
1963年に創刊されたときは、『カナディアン・ジューイッシュ・アウトルック (Canadian Jewish Outlook)』と題され、「社会主義的＝ヒューマニズム的 (socialist-humanist)」観点をもったイディッシュ語の新聞『ヴォチェンブラット (Vochenblatt)』の附録であった。『アウトルック』は、連合ユダヤ人民団から支援を受けていたが、正式にその組織の一部であったことはなかった。『アウトルック』は、イディッシュ文化とともに、ユダヤ人の倫理的ヒューマニズム、イスラエル・パレスチナ間の平和と正義の問題を取り上げた、カナダでは唯一の刊行物であった。
誌名が短くされたのは、1986年であった。1988年には、最初の25年間にこの雑誌に掲載された記事や社説、評論などを集めたアンソロジー『The Canadian Jewish Outlook Anthology』が、 ヘンリー・ローゼンタール (Henry Rosenthal) とキャシー・バーソン (Cathy Berson) を編集者として出版された.。
この雑誌の発行部数は、最盛期の1990年代で3,000部であったが、2016年には 500部まで落ち込んでいた。創刊当初はトロントに拠点を置き、ジョシュア・ガーシュマン (Joshua Gershman) が発行人で事実上の編集長でもあり、彼が死去した1978年までこの体制であったが、1979年にはバンクーバーへ移って、ハンク・ローゼンタール (Hank Rosenthal)、ベン・チャド (Ben Chud)、シルヴィア・フリードマン (Sylvia Friedman) が編集にあたるようになり、さらに1998年からはカール・ローゼンバーグ (Carl Rosenberg) とフリードマンが編集を担った。52年間にわたって刊行を継続した同誌であったが、2016年春の号を最後に廃刊となった。